# Condado de Cañete del Pinar
El Condado de Cañete del Pinar es un título nobiliario español fue creado por el rey Carlos II el 11 de mayo de 1688 a favor de Francisco José Núñez de Villavicencio y Sandier, señor de Las Cabezas de San Juan, caballero Veinticuatro de Sevilla, caballero de la Orden de Calatrava, y Virrey del Perú.[cita requerida] Su denominación original fue Condado de Cañete la Real, referida al municipio andaluz de Cañete la Real, en la provincia de Málaga descendientes directo de cuadrejoneros de la parte de Jerez. Dicha denominación fue cambiada el 5 de noviembre de 1764 a favor de Francisco José de Villavicencio, para no perjudicar a la casa de Medina celi que por entonces era dueña de dicho señorío jurisdiccional. 

## Condes de Cañete

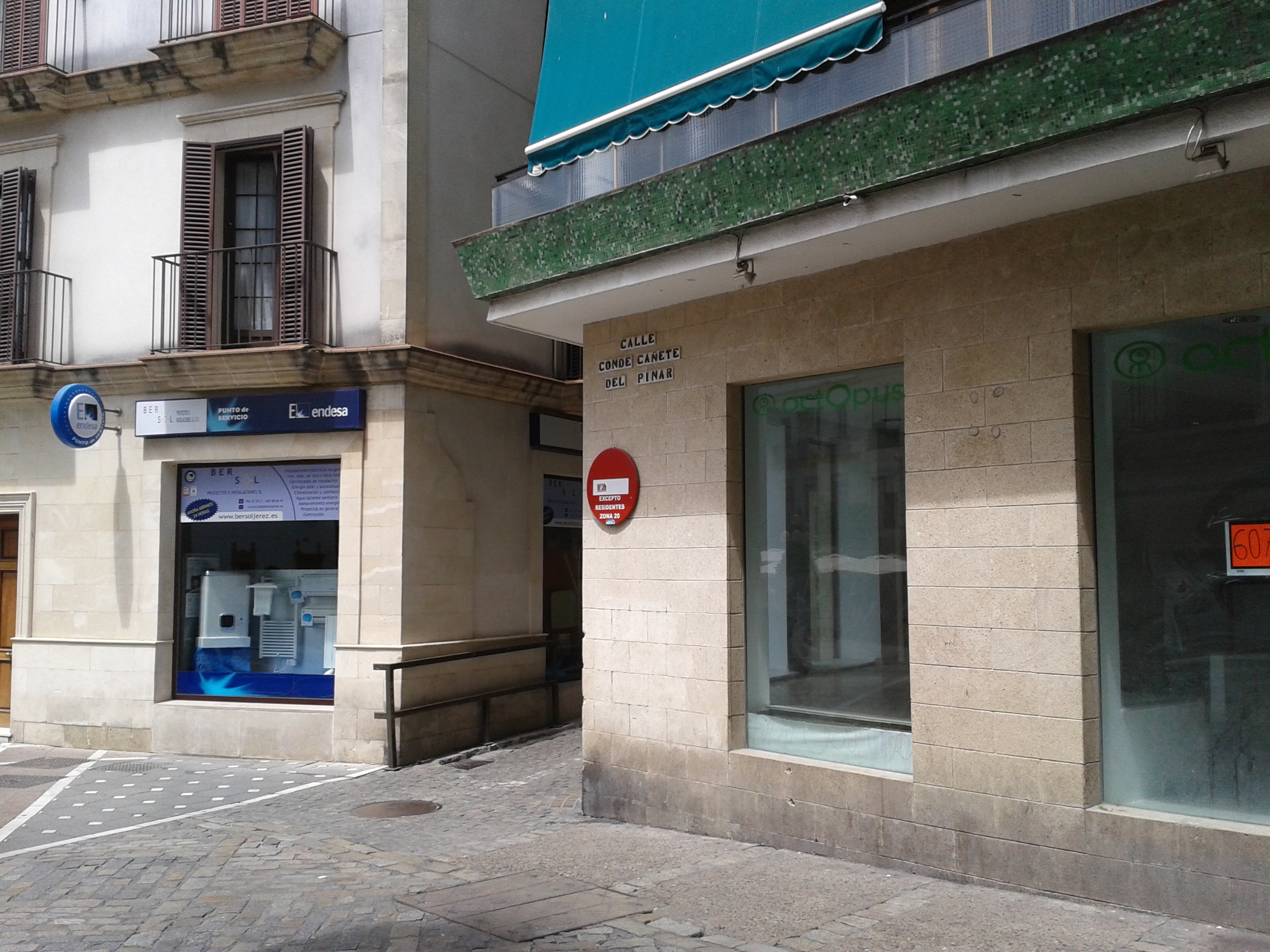
Calle dedicada al Conde, en Jerez de la Frontera.

- Francisco José Núñez de Villavicencio y Sandier, I Conde de Cañete la Real;
- Francisco José de Villavicencio, V Conde de Cañete la Real (Conde de Cañete del Piñar);
- Fernando de Villavicencio y López-Pintado, Conde de Cañete del Piñar;
- José Lorenzo de Villavicencio y Angulo, Conde de Cañete del Piñar;
- Manuel Nuñez de Villavicencio y Olaguer Feliú, VI Conde de Cañete del Piñar;
- Nuño Núñez de Villavicencio Gordon Olaguer Feliú y Doz, Conde de Cañete del Piñar;
- José Nuñez de Villavicencio y Soto, Conde de Cañete del Piñar;